# James Garfield
James Abram Garfield (Moreland Hills, Ohio, 19 november 1831 – Long Branch, New Jersey, 19 september 1881) was de 20e president van de Verenigde Staten en de tweede president die vermoord werd.
Zijn ambtstermijn was een van de kortste in de geschiedenis van Amerikaanse presidenten; zes maanden en 15 dagen (de kortst zittende president was William Henry Harrison).
Garfield werd geboren in het toenmalige Orange Township, Cuyahoga County, Ohio, een voorstad ten zuidoosten van Cleveland. Zijn vader overleed in 1833, en hij werd opgevoed door zijn moeder en een oom. Hij werd leraar, gaf les in klassieke talen, en werd later hoofd van het Eclectic Institute waar hij les gaf. Op 11 november 1858 trouwde hij met Lucretia Rudolph, en ze kregen vijf kinderen. Zijn zoon James Rudolph Garfield werd ook politicus en was later minister van Binnenlandse Zaken onder Theodore Roosevelt.
Garfield studeerde op eigen gelegenheid rechten, maar besloot dat het academische leven niet geschikt voor hem was en hij werd politicus. Hij was zijn hele leven een gepassioneerd Republikein. In 1859 werd hij senator van Ohio.

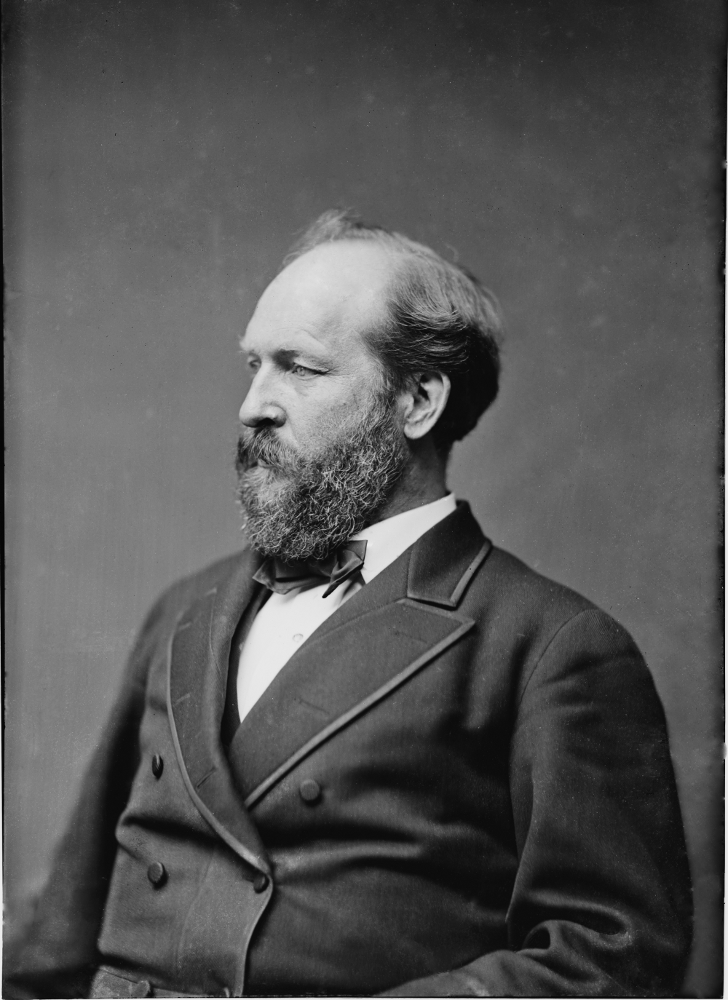
Portret

Zijn militaire carrière begon met de Amerikaanse Burgeroorlog toen hij zich inschreef bij de 42nd Ohio Volunteer Infantry in het leger van de Union. Hij nam onder andere deel in de slagen bij Shiloh in april 1862 en Chickamauga in september 1863. Hij werd uiteindelijk gepromoveerd tot majoor-generaal. Nog in 1863 nam hij ontslag uit het leger om te gaan zetelen voor zijn thuisstaat in het Huis van Afgevaardigden.
Tot 1878 werd Garfield iedere twee jaar opnieuw verkozen in het Huis van Afgevaardigden. In 1880 werd hij tijdens de Republikeinse conventie tijdens de 36ste stemronde aangeduid als presidentskandidaat voor zijn partij. In november 1880 won hij met klein verschil de presidentsverkiezingen van Winfield S. Hancock, en werd in maart 1881 geïnstalleerd als president. Tijdens zijn korte termijn hield Garfield zich vooral bezig met ruzies over benoemingen met de New Yorkse Republikeinse partijbaas Roscoe Conkling.
Op 2 juli 1881 werd Garfield door twee kogels geraakt op een treinstation in Washington D.C. door een schutter Charles J. Guiteau. Een van de kogels kon niet gevonden of verwijderd worden en door een infectie als gevolg van het gebruik van niet-gesteriliseerde medische instrumenten werd Garfield steeds zieker. Hij werd naar de kustplaats Long Branch gebracht in de hoop dat de zeelucht hem zou aansterken. Garfield kreeg er echter een zware longinfectie en overleed op 49-jarige leeftijd op 19 september 1881.
Garfield werd door zijn vicepresident Chester Arthur opgevolgd. Zijn moordenaar Guiteau kon het niet verkroppen dat hijzelf niet tot consul in Parijs was gekozen. Guiteau werd schuldig bevonden aan de moord op Garfield en ter dood veroordeeld. Op 30 juni 1882 werd hij opgehangen.

## Kabinetsleden onder Garfield
| Kabinetsleden       | Ministerie         | Periode | Bijzonderheden                  |
| ------------------- | ------------------ | ------- | ------------------------------- |
| James G. Blaine     | Buitenlandse Zaken | 1881    | Idem onder Arthur + B. Harrison |
| Samual J. Kirkwood  | Binnenlandse Zaken | 1881    | Idem onder Arthur               |
| Robert Todd Lincoln | Oorlog             | 1881    | Idem onder Arthur               |
| William Windom      | Financiën          | 1881    | Idem onder Arthur + B. Harrison |
| I. Wayne McVeagh    | Justitie           | 1881    | Idem onder Arthur               |
| William H. Hunt     | Marine             | 1881    | Idem onder Arthur               |
| Thomas L. James     | Posterijen         | 1881    | Idem onder Arthur               |

- Bibsys: 1071452
- Bibliothèque nationale de France: cb11974061g (data)
- Gemeinsame Normdatei: 118716379
- International Standard Name Identifier: 0000 0000 7712 4782
- Library of Congress Control Number: n50015182
- Nationale Bibliotheek van Letland: 000147581
- National Archives and Records Administration: 10583114
- Bibliotheek van het Japanse parlement: 00795032
- Nationale Bibliotheek van Tsjechië: xx0105914
- Nationale bibliotheek van Australië: 35298155
- Nationale Bibliotheek van Israël: 987007463234505171
- Nederlandse Thesaurus van Auteursnamen: 070489475
- SNAC: w6kx652n
- Système universitaire de documentation: 027769135
- Trove: 902387
- Biographical Directory of the United States Congress: G000063
- Virtual International Authority File: 76703391
- WorldCat: E39PBJB8tpcrvpXwYgRkVM4Qbd

Washington ·
J. Adams ·
Jefferson ·
Madison ·
Monroe ·
J.Q. Adams ·
Jackson ·
Van Buren ·
W.H. Harrison ·
Tyler ·
Polk ·
Taylor ·
Fillmore ·
Pierce ·
Buchanan ·
Lincoln ·
A. Johnson ·
Grant ·
Hayes ·
Garfield ·
Arthur ·
Cleveland ·
B. Harrison ·
Cleveland ·
McKinley ·
T. Roosevelt ·
Taft ·
Wilson ·
Harding ·
Coolidge ·
Hoover ·
F.D. Roosevelt ·
Truman ·
Eisenhower ·
Kennedy ·
L.B. Johnson ·
Nixon ·
Ford ·
Carter ·
Reagan ·
G.H.W. Bush ·
Clinton ·
G.W. Bush ·
Obama ·
Trump · 
Biden ·
Trump